# Mimozotale trivittata
Mimozotale trivittata là một loài bọ cánh cứng trong họ Cerambycidae.